# Rezerwat przyrody Jelenia Góra (województwo małopolskie)
Jelenia Góra – leśny rezerwat przyrody, usytuowany w Szymbarku, na południowo-wschodnim stoku Jeleniej Góry, na pograniczu Beskidu Niskiego i Pogórza Karpackiego. Jego powierzchnia wynosi 12,97 ha.
W latach 70. XX w. pracownicy ówczesnego Zakładu Ochrony Przyrody i Zasobów Naturalnych PAN opisali bogate stanowisko rzadkiej paproci – języcznika zwyczajnego na stokach Jeleniej Góry i podjęli inicjatywę objęcia go ochroną rezerwatową. Rezerwat utworzono na podstawie Zarządzenia Ministra Leśnictwa i Przemysłu Drzewnego z dnia 18 maja 1984 r. Rezerwat leży na terenie oddziału nr 345 leśnictwa Stróże, obręb Gorlice (Nadleśnictwo Gorlice).
Rezerwat został powołany do ochrony zespołu jaworzyny górskiej z bogatymi, naturalnymi stanowiskami paproci – języcznika zwyczajnego (Phyllitido-Aceretum). Ochronie podlegają także fragmenty naturalnej lub półnaturalnej buczyny karpackiej z licznym udziałem jodły. Rezerwat obejmuje obszar starego osuwiska stokowego w formie bezwodnego parowu, ograniczonego z jednej strony wyraźną grzędą terenową. Teren pokrywają blokowiska głazów i osypiska drobniejszych okruchów piaskowca magurskiego.
Ok. 1/3 terenu rezerwatu porasta jaworzyna górska z królującym w podszyciu języcznikiem zwyczajnym. Jest to jedno z największych w Polsce skupisk tej paproci (w 1984 r. ok. 1500 okazów). Obok niej rosną tu m.in. miesiącznica trwała, szczyr trwały i gajowiec żółty. W rzadkim podszycie królują leszczyna i dziki bez czarny. Pozostałe 2/3 obszaru porasta buczyna karpacka, w której runie występuje m.in. żywiec gruczołowaty, marzanka wonna, paprotnik kolczysty i niecierpek pospolity. W sumie na terenie rezerwatu naliczono 69 gatunków roślin naczyniowych (12 drzew, 3 krzewów, 54 roślin zielnych).
W pobliżu rezerwatu znajduje się interesujące jeziorko osuwiskowe nazywane Beskidzkim Morskim Okiem.
Przez teren rezerwatu przebiega zielony szlak turystyczny Szymbark – Stróże.